# سارة أولمر
سارة أولمر (بالإنجليزية: Sarah Ulmer) مواليد 14 مارس 1976 في أوكلاند، هي متسابقة دراجات نيوزلندية سابقة في صنف سباق الدراجات على الطريق وعلى المضمار. سبق أن شاركت في دورة الألعاب الأولمبية الصيفية وفازت بميدالية أولمبية.

## الميداليات
| الميدالية | المسابقة                       |
| --------- | ------------------------------ |
| ذهبية     | الألعاب الأولمبية الصيفية 2004 |

## روابط خارجية
- سارة أولمر على موقع أرشيف الدراجات (الإنجليزية)
- سارة أولمر على موقع إحصائيات الدراجات الإحترافية (الإنجليزية)
- سارة أولمر على موقع اللجنة الأولمبية الدولية (الإنجليزية)
- سارة أولمر على موقع أوليمبيديا (الإنجليزية)
- سارة أولمر على موقع اللجنة الأولمبية النيوزيلندية (الإنجليزية)
- سارة أولمر على موقع دورة ألعاب الكومنولث 2006 (مؤرشف) (الإنجليزية)
- سارة أولمر على موقع قاعة نيوزيلندا للمشاهير الرياضية (الإنجليزية)